# Tavi csér
A tavi csér vagy Forster-csér (Sterna forsteri) a madarak osztályának lilealakúak (Charadriiformes) rendjébe, ezen belül a csérfélék (Sternidae) családjába tartozó faj.
Nevét Johann Reinhold Forster természettudósról kapta.

## Előfordulása
Észak-Amerikában  költ. Telelni délre vonul a Karib-térségbe és Dél-Amerika északi területeire. Kóborlásai során eljut Európa nyugati részére is.
|  |

## Megjelenése
Átlagos testhossza 33–36 centiméter, szárnyfesztávolsága 64–70 centiméteres. Feje felső része és tarkója fekete, a csőre vörös, kivéve a hegyét, ami fekete. A tollazata a víziállatokhoz hasonló, a háta kékesszürke, az alsó fele fehér. Felülről nehéz észrevenni a tenger színe, alulról pedig a napfény miatt.

## Életmódja
Halakkal táplálkozik, melyeket zuhanórepüléssel a vízbe vetődve fog meg. Keskeny szárnya és villás farka ideális repülővé teszi.

## Szaporodása
Nagy telepekben költ, a fészkét növényi anyagokból a víz közelébe rakja.